# Râul Seeve
Râul Seeve are lungimea de 40 km, fiind un afluent de pe versantul stâng al Elbei. El își are izvorul lângă comuna Handeloh în partea de nord a regiunii Lüneburger Heide. In Holm are un baraj de acumulare, care până în anii 1970 a servit la funcționarea unui gater. Râul traversează localitățile Lüllau, Jesteburg, Bendestorf, Seevetal, Maschen unde cu ajutorul unei roți de moară produce curent electric. Localitățile următoare fiind Lindhorst, Plumühlen, Hittfeld, Karoxbostel și Glüsingen. Urmează o porțiune canalizată „Seevekanal” apa râului servind la răcire în Phönix-Werke (uzinele Phönix) și formează un lac de acumulare care servește la protejarea regiunii contra inundațiilor, după care se varsă în Elba.